# 日本エルピーガス連合会
社団法人日本エルピーガス連合会（にほんエルピーガスれんごうかい）は、かつて存在した日本における液化石油ガスを供給する会社の業界団体である。平成21年(2009年)4月1日、社団法人全国エルピーガス卸売協会、社団法人全国エルピーガススタンド協会と統合し社団法人エルピーガス協会に移行した。

## 概要

### 事務所
〒105-0004 東京都港区新橋1-18-6 共栄火災ビル7階

### 沿革
- 昭和30年（1955年）11月　全国プロパンガス協会設立
- 昭和37年（1962年）5月　社団法人に改組
- 昭和39年（1964年）3月　全国LPガス協会連合会設立
- 昭和39年（1964年）3月　全国プロパンガス協会解散
- 昭和43年（1968年）8月　全国LPガス協議会設立
- 昭和44年（1969年）12月　日本エルピーガス連合会設立
- 昭和55年（1980年）9月　社団法人の認可を受け、社団法人日本エルピーガス連合会となる。
- 平成20年（2008年）12月 日本エルピーガス連合会、全国エルピーガス卸売協会、全国エルピーガススタンド協会の三団体が日本エルピーガス連合会を存続法人とし合併に合意。
- 平成21年（2009年)4月　社団法人エルピーガス協会設立

### 目的
- LPガスの安全の確保とLPガス販売業の総合的な発展を図り、もって国民生活の向上に寄与することを目的とする。

### 事業
1. LPガス販売業及び消費者の安全の確保並びにエルピーガスの流通及び消費に関する調査業務
2. LPガス販売業が消費者にエルピーガスを供給するための施設、機器の安全性等に関する技術的な指導業務
3. LPガス販売業の経営の合理化、設備の改善等に関する研究
4. LPガス販売業の近代化、合理化施策の企画及び推進に関する業務
5. LPガスの安全の確保、取引の適正化に関する法令、制度の研究及び普及施策の推進業務
6. LPガスの事故に伴う第三者、消費者等の救済措置の研究および推進
7. 前各号に掲げるもののほか、本会の目的を達成するため必要な事業